# 白马乡 (中宁县)
白马乡，是中华人民共和国宁夏回族自治区中卫市中宁县下辖的一个乡镇级行政单位。

## 行政区划
白马乡下辖以下地区：
白马村、朱路村、白路村、三道湖村和彰恩村。